# Abraham Regelson
Abraham Regelson (hebräisch אברהם רגלסון‎; * 1896 in Hlusk, Belarus; † 1981 in Neve Monosson) war ein hebräischer Dichter, Schriftsteller, Übersetzer und Redakteur.

## Leben
Mit neun Jahren emigrierte Regelson mit seiner Familie in die Vereinigten Staaten. Er machte keinen formalen Studienabschluss, verbrachte aber als Autodidakt viel Zeit in Bibliotheken. Seinen Lebensunterhalt verdiente er zunächst als Bibliothekar und Lehrer der Hebräischen Sprache. Seine ersten Gedichte, Geschichten und Übersetzungen erschienen in hebräischen Zeitschriften in den USA und Palästina. 1933 machte er seine erste Alija (Immigration) nach Israel. Drei Jahre später, nachdem er einen Sohn verloren hatte und zwei seiner Kinder durch Malaria gefährdet waren, kehrte er mit seiner Familie in die USA zurück. Er verdiente seinen Lebensunterhalt durch Mitarbeit an jiddischen Zeitschriften, außerdem veröffentlichte er mehrere Bücher mit hebräischer Poesie, Legenden und philosophischen Essays.
Nach der Gründung Israels im Jahr 1949 kehrte er dorthin zurück. Er war als Redakteur für das Verlagshaus Am Oved tätig, außerdem Mitarbeiter der Tageszeitung Al-Ha-Mishmar. Im Jahr 1962 erhielt er den Brenner-Preis und 1972 wurde er mit dem Bialik-Preis für seine literarischen Werke ausgezeichnet. Im Jahr 1976 gewann er den Neuman-Preis von der New York University für seinen Beitrag zur hebräischen Literatur.